# Diary of a Wimpy Kid: The Long Haul
Diary of a Wimpy Kid: The Long Haul (em Portugal: O Diário de um Banana: Assim Vais Longe e no Brasil: Diário de um Banana: Caindo na Estrada) é o nono livro da série Diary of a Wimpy Kid, escrito pelo autor estadunidense Jeff Kinney. O título e capa do livro foram anunciados em 28 de abril de 2014. Foi lançado no dia 4 de novembro de 2014 nos Estados Unidos. o livro virou filme em 2017.

## Sinopse
Uma viagem de carro em família tem tudo para ser algo divertidíssimo... ou não, ainda mais se for a família do Greg Heffley. A jornada começa cheia de promessas, mas logo sofre reviravoltas dramáticas. Banheiros de posto de gasolina, gaivotas ensandecidas, malas perdidas, um porco faminto... Mas até a viagem mais desastrosa pode virar uma grande aventura – e desta os Heffley não vão se esquecer tão cedo.